# The Moving Pictures
Австралийская рок-группа, образованная в 1978 году в Сиднее.
Moving Pictures (Движущиеся картинки)  были сформированы в Сиднее в 1978 году клавишником Чарли Коулом, барабанщиком Полом Фрилендом, гитаристом и вокалистом Гарри Фростом. В состав вошёл также басист Ян Лис, вокалист Алекс Смит и саксофонист и Эндрю Томпсон . Большое влияние на состав группы оказали такие музыканты как: Брюс Спрингстин , Грэм Паркер и Ван Моррисон.
Их дебютный сингл «Bustin» Loose ", вошёл в Топ 50 по «Кент Music Report Singles Chart» в октябре. А вот, первый альбом «Days of Innocence» — вышел лишь в октябре 1981 года.
Дискография
- Days of Innocence (Oктябрь 1981) (в 1982 — в США).
- Matinée (1983).
- The Last Picture Show (1987).
- Days of Innocence — The Ultimate Collection (2000).

Синглы
- «Bustin' Loose» / «Saturday Love» — (1981)
- «What About Me»/«Round Again»
- «Winners»/«Pay the Piper» (1982)
- «Sweet Cherie»/«Nothing to Do» (1982)
- «Back to the Streets»/«Spies» (1983)
- «Where they Belong»/«Pleasure and Pain» (1983)
- «Back to the Blues and Booze»/ «Sisters of Mercy»(1983)
- «Never»/«We Share our Love» (саундтрек к фильму « Свободные») (1984)